# Åkers distrikt, Småland
Åkers distrikt är ett distrikt i Vaggeryds kommun och Jönköpings län. 
Distriktet ligger i sydvästra delen av kommunen. 

## Tidigare administrativ tillhörighet
Distriktet inrättades 2016 och utgörs av socknen Åker i Vaggeryds kommun.
Området motsvarar den omfattning Åkers församling hade vid årsskiftet 1999/2000.